# Bydgoskie Towarzystwo Lekarskie
Bydgoskie Towarzystwo Lekarskie Oddział Regionalny Polskiego Towarzystwa Lekarskiego – stowarzyszenie w Bydgoszczy, zajmujące się podnoszeniem poziomu zawodowego i naukowego lekarzy w regionie bydgoskim. Jest jednym z 36 oddziałów regionalnych Polskiego Towarzystwa Lekarskiego.

## Działalność
Bydgoskie Towarzystwo Lekarskie w 2006 r. liczyło 432 członków i cztery koła terenowe. Zajmuje się podnoszeniem kwalifikacji zawodowych lekarzy, ich postaw etycznych, popularyzuje wśród społeczeństwa zasady ochrony zdrowia publicznego, udziela pomocy młodym lekarzom oraz zasłużonym i pozostałym po nich członkom rodzin.

## Historia

### Okres zaborów
Towarzystwo Lekarzy Nadnoteckich powstało w 1903 r. Bydgoszczy. Skupiało ono lekarzy polskich i stanowiło formę samoobrony przed germanizacją. Miało ono charakter niejawny wobec władz pruskich i prowadziło działalność naukowo-społeczną do I wojny światowej. Równolegle, oficjalnie istniał niemiecki Związek Lekarzy w Bydgoszczy (niem. Ärzlicher Verein Bromberg).

### Okres międzywojenny
Po odzyskaniu niepodległości grupa lekarzy-społeczników powołała do życia 18 marca 1921 roku Związek Lekarzy, wzorowany na organizacji niemieckiej. W jego składzie osobowym dominowali Niemcy, choć ich liczba zmniejszała się wskutek wyjazdów z Polski. W 1922 r. odwołano dotychczasowe władze i ustanowiono nowe (polskie) z dr. Janem Kantakiem w roli prezesa.
W kwietniu 1923 roku grupa bydgoskich lekarzy zmieniła charakter związku na naukowo-badawczy. Dokonano zmiany nazwy na: Naukowe Bydgoskie Towarzystwo Lekarskie na Obwód Nadnotecki. Prezesem Towarzystwa został dr Jan Biziel, a w latach 1924-1939 Zygmunt Dziembowski. W 1938 r. liczyło ono 37 członków. Honorowym członkiem zarządu towarzystwa był dr Władysław Piórek, pierwszy Honorowy Obywatel miasta Bydgoszczy. Do 1939 r. towarzystwo zgromadziło największą na Pomorzu bibliotekę lekarską liczącą 3 tys. tomów.
Co miesiąc odbywały się zebrania naukowo-lekarskie, na których wygłaszano referaty i odczyty przez miejscowych specjalistów oraz z Poznania, Warszawy, Lwowa, Krakowa.
Ścisła współpraca łączyła bydgoską organizację z Lekarskim Towarzystwem Naukowym w Toruniu, z Towarzystwem Przyrodników im. Kopernika w Bydgoszczy, a także z bydgoskim Stowarzyszeniem Techników Polskich. Członkowie NBTL brali udział w sympozjach naukowych, organizowanych przez pokrewne towarzystwa oraz wygłaszali prelekcje naukowe.
II wojna światowa spustoszyła cały dorobek Towarzystwa, w tym cały księgozbiór medyczny.

### Okres powojenny
Tradycje NBTL reaktywowano z końcem 1945 roku z inicjatywy dr. Stefana Świąteckiego. Grupa ocalałych lekarzy bydgoskich powołała w tym roku Bydgoskie Towarzystwo Lekarskie. 20 sierpnia 1946 r. towarzystwo zorganizowało Ogólnopolski Zjazd Lekarzy z okazji obchodów 600-lecia Bydgoszczy, połączonych z Pomorską Wystawą Gospodarczą.
Celem Towarzystwa było pogłębienie wiedzy lekarskiej, informowanie o bieżących osiągnięciach naukowych oraz referowanie ciekawszych publikacji naukowych. Na zebraniach wygłaszano referaty, których autorzy – pracownicy naukowi akademii medycznych w Gdańsku i Poznaniu, dzielili się swoimi wynikami badań. Towarzystwo prowadziło również akcję oświatową dla społeczeństwa miasta Bydgoszczy oraz gromadziło bibliotekę, która w 1951 r. obejmowała 3,5 tys., a w 1954 r. – 8,8 tys. woluminów. W 1953 r. przy ul. Gdańskiej 46 powstał w Bydgoszczy oddział Głównej Biblioteki Lekarskiej, przekształcony w 1984 r. w bibliotekę Akademii Medycznej w Bydgoszczy.
Z inicjatywy BTL powołano w mieście oddział Instytutu Doskonalenia i Specjalizacji Kadr Lekarskich. W 1952 roku organizacja liczyła 150 członków. W tym czasie z polecenia Ministerstwa Zdrowia BTL stało się częścią Ogólnopolskiego Towarzystwa Lekarskiego, zachowując jako bydgoski oddział wojewódzki własne władze lokalne.
W 1989 r. organizacja zmieniła nazwę na Bydgoskie Towarzystwo Lekarskie Oddział Regionalny Polskiego Towarzystwa Lekarskiego. BTL zorganizowało dwa Krajowe Zjazdy Naukowe Polskiego Towarzystwa Lekarskiego: 25-27 czerwca 1987 r. i 15-17 października 2003 r. Od 1986 r. wydało kilkanaście „Bydgoskich Zeszytów Lekarskich”.

### Nazwy
- 1903-1914 – Towarzystwo Lekarzy Nadnoteckich
- 1921-1923 – Związek Lekarzy
- 1923-1939 – Naukowe Bydgoskie Towarzystwo Lekarskie na Obwód Nadnotecki
- 1945-1952 – Bydgoskie Towarzystwo Lekarskie
- 1952-1989 – Polskie Towarzystwo Lekarskie Oddział Wojewódzki
- od 1989 – Bydgoskie Towarzystwo Lekarskie Oddział Regionalny Polskiego Towarzystwa Lekarskiego

### Prezesi
- 1922-1923 dr Jan Kantak
- 1923-1924 dr Jan Biziel
- 1924-1939 dr Zygmunt Dziembowski
- 1945-1947 dr Stefan Świątecki
- 1948-1950 prof. dr Ludwik Zembrzuski
- 1950-1952 doc. dr Aleksander Radzimiński
- 1953-1958 dr Wojciech Staszewski
- 1960-1962 prof. dr Jan Małecki
- 1962-1967 dr Wojciech Staszewski
- 1968-1979 dr Witold Dudziński
- 1979-1983 dr Danuta Dębicka-Małkowska
- 1983-2010 dr Czesława Stachowiak-Nowicka
- od 2010 Przemysław Janik